# Ultima II: The Revenge of the Enchantress!
Ultima II: The Revenge of the Enchantress! (Japans: ウルティマ2 女魔法使いの復讐) is een computerspel dat werd uitgegeven door Sierra On-Line. Het was ook de enige officiële Ultima-game die door Sierra On-Line werd uitgegeven. Conflicten met Sierra over royalty's voor de IBM-poort van dit spel brachten de maker van de serie Richard Garriott ertoe zijn eigen bedrijf op te richten, Origin Systems. Het spel kwam op 24 augustus 1982 als eerste uit voor de Apple II. Later volgde ook andere platforms, zoals de Atari, Atari ST, Commodore 64, DOS, FM Towns, Macintosh, MSX en NEC PC-9801.

## Plot
De plot van Ultima II draait om de kwaadaardige tovenares Minax, die de wereld overneemt en wraak eist op de speler voor de nederlaag van Mondain in Ultima. De speler reist door de tijd om de middelen te verwerven om Minax te verslaan en de vrede in de wereld te herstellen. 

## Gameplay
De gameplay lijkt sterk op de vorige game in de serie, Ultima I: The First Age of Darkness. De reikwijdte van het spel is groter, in die zin dat er nog meer plaatsen zijn om te verkennen, ook al zijn sommige daarvan (zoals de meeste planeten in het zonnestelsel en de kerkers en torens) niet vereist om het spel te voltooien.
In het spel moet de speler met behulp van tijddeuren naar verschillende tijdsperioden op aarde reizen. De perioden zijn de Tijd der Legenden (een mythologische periode), Pangaea (ongeveer 300 tot 250 miljoen jaar geleden), v.Chr. (1423, "vóór het aanbreken van de beschaving"), AD (1990) en de nasleep (na 2112). De speler moet ook naar de ruimte reizen, waar alle planeten in het zonnestelsel bezocht kunnen worden.

## Platform
| jaar | platform                          |
| ---- | --------------------------------- |
| 1982 | Apple II                          |
| 1983 | Atari 8-bit, Commodore 64, DOS,   |
| 1985 | Atari ST, Macintosh, PC-88, PC-98 |
| 1989 | MSX, Apple (audiovisuele update)  |
| 1998 | Pc (Ultima Collection)            |

## Ontvangst
| Beoordeeld door                      | Platform     | Datum | Score |
| ------------------------------------ | ------------ | ----- | ----- |
| Joker Verlag präsentiert: Sonderheft | Commodore 64 | 1992  | 47%   |
| Joker Verlag präsentiert: Sonderheft | DOS          | 1992  | 42%   |